# タキロン Takilong Kids' Toys
ktタキロン Takilong Kids' Toysは、日本のYouTubeチャンネルである。

## 概要
2019年春のYouTubeチャンネル総再生数ランキングで1位であった。
2019年年間のチャンネル総再生数ランキングでは2位であった。